# Bălteni (Olt)
Pour les articles homonymes, voir Bălteni.
Bălteni est une commune du județ d'Olt en Roumanie.